# .mg
Pour les articles homonymes, voir MG.
.mg est le domaine de premier niveau national réservé à Madagascar, enregistré en 1995.

## Description
Le domaine .mg est administré par le NIC-MG.
D'après l'article 5 de la charte de nommage du .MG, NIC-MG propose également plusieurs domaines de second niveau :
- .mil.mg pour les services de l’armée et de la défense nationale ;
- .edu.mg pour les universités et les établissements d’enseignement ;
- .org.mg pour les organisations et associations ;
- .gov.mg pour les organismes gouvernementaux ;
- .prd.mg pour les projets de développement ;
- .com.mg ou .co.mg pour les organismes à caractère commercial ;
- .nom.mg pour les personnes physiques ;
- .tm.mg  pour les marques de fabrique.

On note également quelques domaines de second niveau officieux proposé par différents bureaux d'enregistrements  :
- .net.mg : non mentionné dans la charte de nommage, cette extension de domaine de second niveau est disponible à l'enregistrement auprès de quelques bureaux d'enregistrement comme dot.mg[1]. La base de données WHOIS de NIC-MG indique que net.mg est enregistré et géré par cette institution, quoique son site web ne mentionne aucune information à ce sujet[2] ;
- .asso.mg : non mentionné dans la charte de nommage, cette extension de domaine de second niveau est disponible à l'enregistrement auprès de quelques bureaux d'enregistrement comme Madagascar Internet[3]. La base de données WHOIS de NIC-MG indique que asso.mg est enregistré et géré par cette institution, quoique son site web ne mentionne aucune information à ce sujet[4].

## Contrainte
Les enregistrements peuvent être effectués auprès de bureaux d'enregistrement sous contrat avec le NIC-MG.
L'enregistrement d'un nom de domaine .mg est libre par rapport à d'autres domaines de premier niveau nationaux. En effet, la charte de nommage du .mg indique clairement que le demandeur du nom de domaine peut être domicilié à l'étranger, contrairement à de nombreux domaines de premier niveau nationaux. La formulation sur la charte indique donc que le demandeur d'un nom de domaine peut être une personne physique ou morale, et domiciliée ou non à Madagascar.